# Samarka
Samarka (russisch Самарка) ist ein auf eine deutsche Siedlung zurückgehender Ort im Rajon Lokot im Föderationskreis Altai in Russland. Das Dorf ist Verwaltungszentrum des Landkreises Samarka. 

## Geschichte
Der Ort wurde 1898 von Siedlern aus der Wolgaregion gegründet und nach einem gleichnamigen dortigen Ort Dönhof benannt. Im Jahr 1926 gab es im Dorf einen Genossenschaftsladen, eine Butterfabrik, landwirtschaftliche Genossenschaften und Kreditvereine, eine Grundschule und eine Bücherei. In der Zeit der Kollektivierung wurde eine nach Ernst Thälmann benannte Kolchose gegründet. 

## Lage
Das Dorf liegt in den Ausläufern des Altai, im Tal des Flusses Zolotukha (Золотуха). Das Relief des Gebiets ist hügelig. Weit verbreitet sind Böden der Südlichen Schwarzerdeböden. Die Entfernung zum Bezirkszentrum von Gornyak beträgt 14 km, zum regionalen Zentrum von Barnaul sind es 390 km. 20 km entfernt befindet sich das ebenfalls von deutschen Kolonisten gegründete Rymki (Marienburg).